# Armadura d'escates

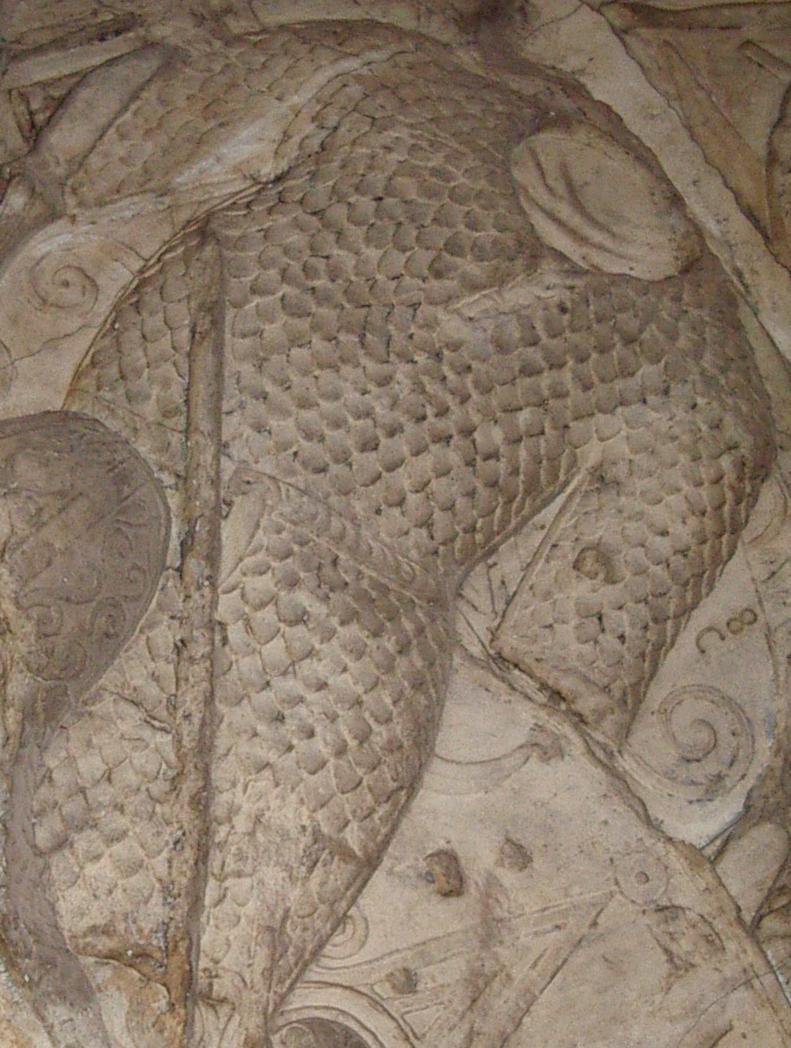
Una armadura d'escates daciana en un relleu a la columna trajana.

L'armadura d'escates és una forma primitiva d'armadura que consisteix en petites escates o plaques de diverses formes diferents cosides juntes en una peça de roba o cuir en fileres superposades. Aquesta armadura va ser usada per guerrers de cultures molt diverses, així com per cavalls de guerra. El material usat per fer les escates variava molt, i incloïa bronze, ferro, pells d'animals, cuir, llavors, fusta i banya. Les variants depenen essencialment dels seus materials de construcció, encara que han existit històricament múltiples dissenys.

## Tipus
L'armadura d'escates consisteix en diverses escates individuals cosides o enllaçades en] un suport de cuir o tela per un o més eixos i organitzat en fileres superposades que s'assemblen a la pell d'un peix o rèptil.
- Els romans van dissenyar una armadura d'aquest estil nomenada lorica squamata, que era usada essencialment per la cavalleria i els centurions.[1]
- L'estil japonès, menys usat que el de l'armadura lamel·lar, s'anomena gyorin kozane.[3]

Existeixen d'altres tipus d'armadures construïdes amb fragments de metall, però es dissenyen i confeccionen de manera diferent, com per exemple l'armadura lamel·lar, on les escates individuals es perforen a diversos eixos i són lligades molt juntes entre si, sense necessitar una base de roba. Els romans també tenien una variant anomenada lorica plumata, en la qual les escates s'adherien a una cota de malles.

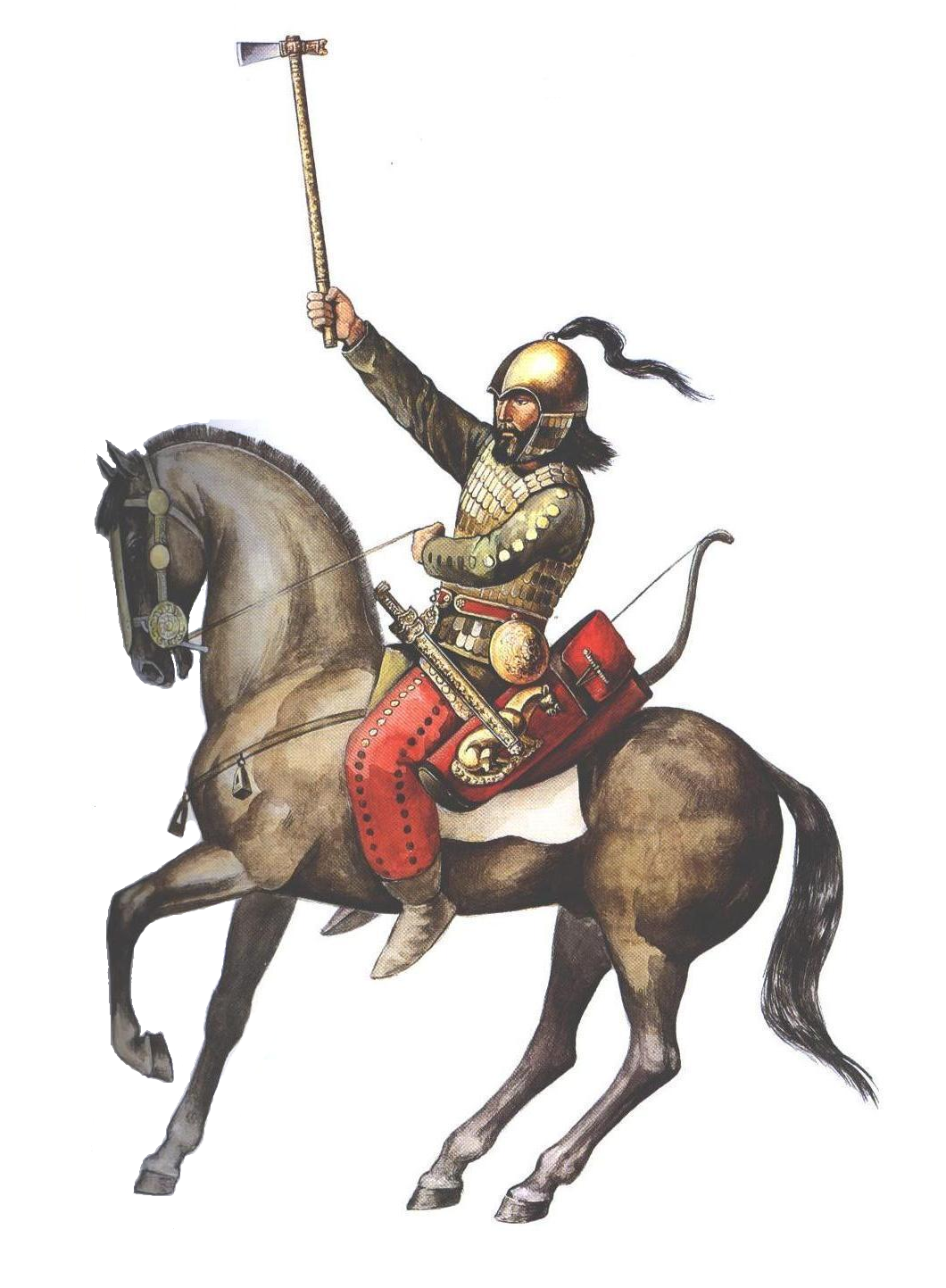
Guerrer escita amb armadura d'escates de bronze
Exemples de construcció primitiva
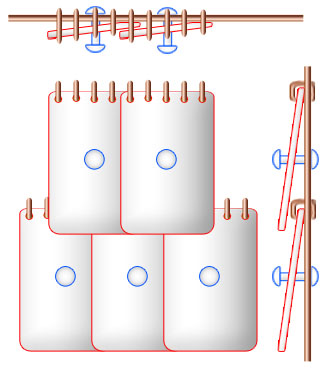
Armadura d'escates enllaçades. Nota: la part superior està cosida al cuir, els centres estan rivetejats. (Europa de l'Est, Rússia i Imperi Romà d'Orient)
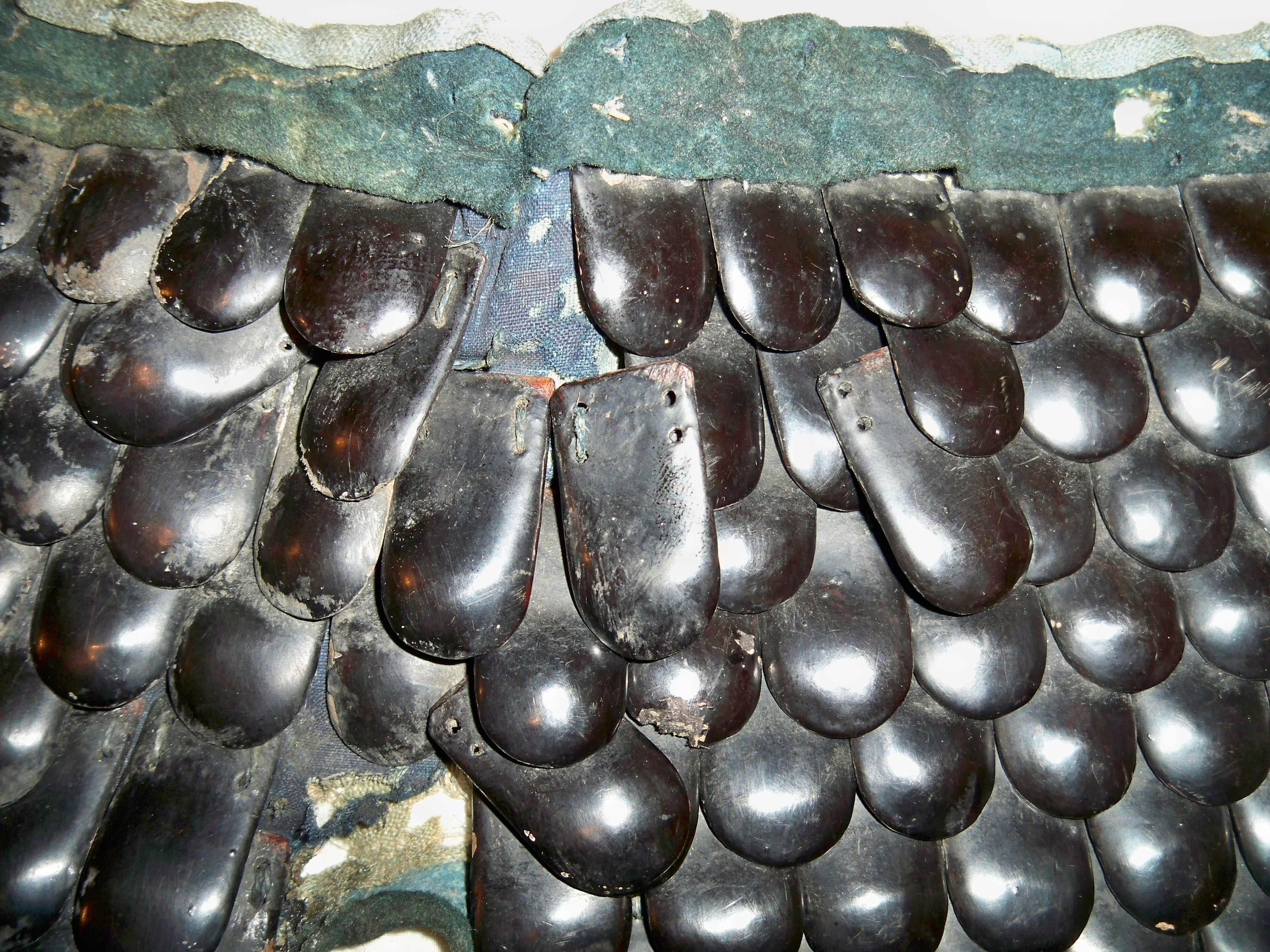
"Gyorin kozane" japonès, de la guarda del coll d'un elm kabuto shikoro fet de cuir endurit (nerigawa).

## Història
Tal com s'esmenta en l'antic llibre xinès de poesia Shi Jingque fa milers d'anys, els cavalls es cobrien amb armadures d'escates. En dues làpides de Sertori a Verona –una la d'un centurió, l'altra la d'un capdavanter– ambdues figures es representen amb una túnica d'armadura d'escates, que cobreix les espatlles i es redueix per sota el cinturó. El monument Carnuntum de Calidius –una obra de mitjan segle I– mostra també una túnica ajustada a escala d'un centurió. També, a la col·lecció de busts de marbre de la gran vil·la gal·loromana de Chiragan a la vora de Tolosa de Llenguadoc, els emperadors Antoní Pius i Septimi Sever tots dos apareixen vestint armadura d'escates.

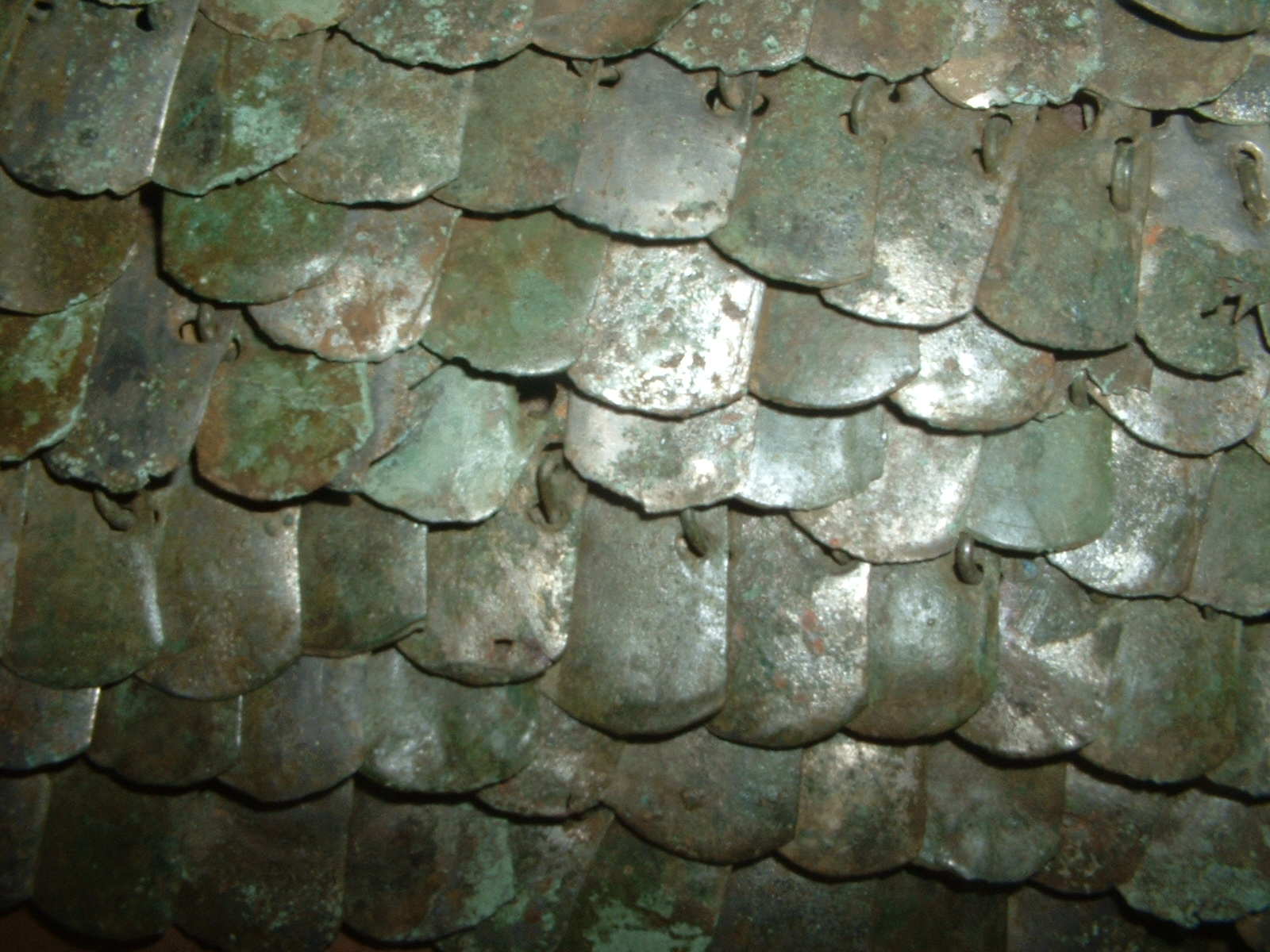
Fragment d'una Lorica squamata romana. Cada placa té sis forats i les escates estan unides en fileres. Solament «els forats inferiors» per la seva unió, són visibles a la majoria de les escates.

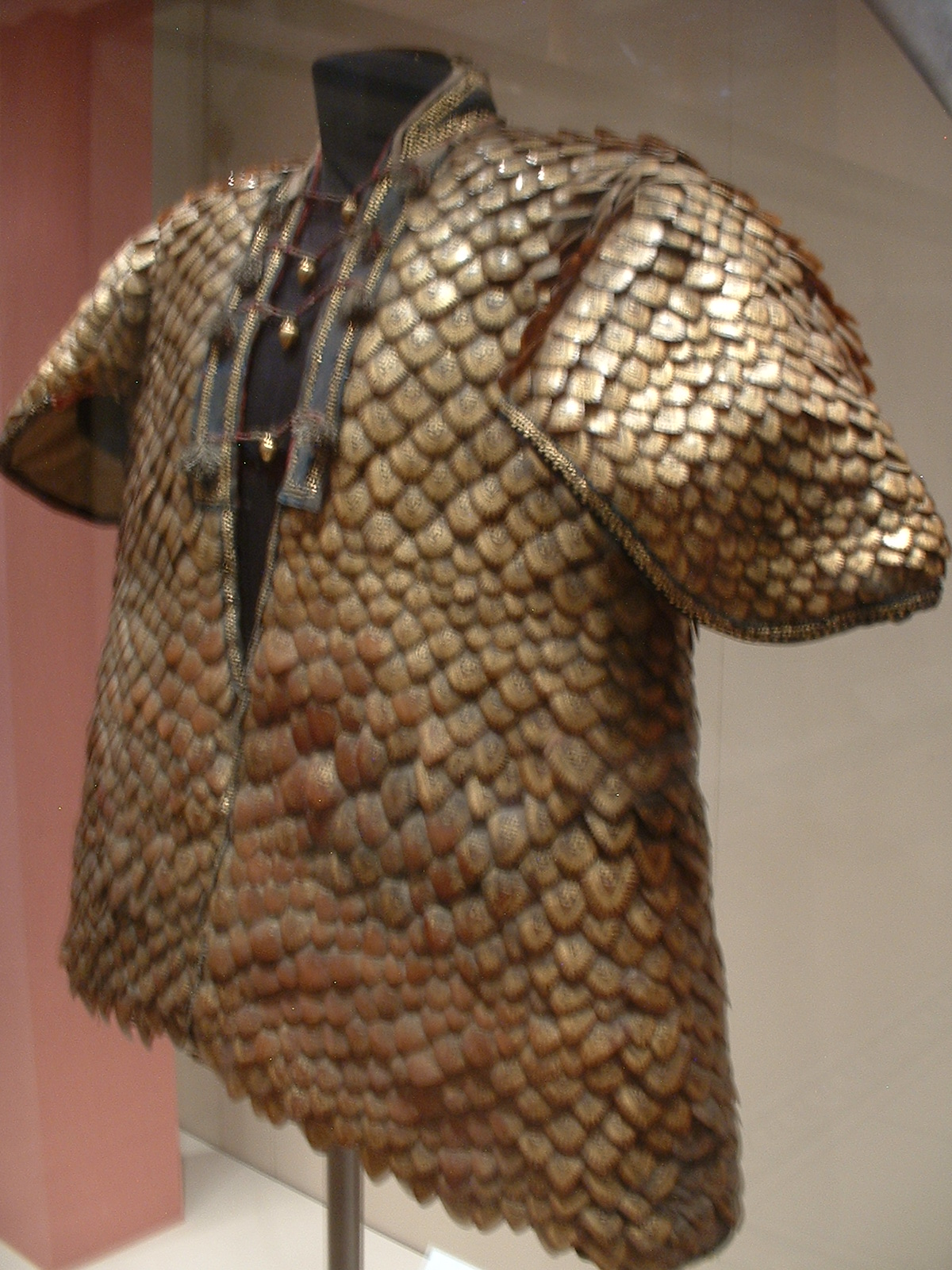
Cota coberta amb les escates d'un pangolí adornades en or. Rajasthan, Índia, primera meitat del.

### Escites
La cavalleria escita probablement hagi usat una armadura lamel·lar, com s'evidencia en pintures i excavacions contemporànies als sepulcres kurgan. L'armadura estava composta per lamel·les de ferro i bronze. Els escites van ser els únics en els quals es va trobar indumentàries de guerra aproximadament en un 20% dels cadàvers femenins, i alguns d'ells incloïen armadures, el que pot haver inspirat els contes grecs de les amazones.
A causa de la naturalesa quasi rígida de l'armadura, els escites només construïen peto i espatllera amb muscleres separades. Algunes mostres evidencien armadures parcials, on una camisa de cuir tenia cosides escates en alguns llocs estratègics, especialment prop del coll i el tors superior.

### Armadures romanes
Les escates individuals usades per les loriques scamatas es deien squamae, o squama. Durant l'Imperi Romà, aquesta armadura era una alternativa popular a la cota de malles (lorica hamata), ja que oferia una millor protecció contra els cops contundents.

### Orient Mitjà
També era molt popular als imperis de l'Orient Mitjà com ara el persa i romà d'Orient. En aquestes àrees les escates eren habitualment corbades per beneficiar-se de la protecció extra oferta per una escala arrodonida.
D'acord amb la declaració d'Heròdot, els antics perses portaven túniques amb mànigues de diversos colors, i sobre seu plaques de ferro de la forma de les escates de peix; i aquesta comparació no deixa cap dubte que es tractava de l'armadura d'escates, i no de la cota de malles.

### Japó
Les escates individuals, per als japonesos, s'anomenen kozane. Les seves armadures usaven l'estil d'escates de peix, (gyorin kozane) que va ser datat a les seves versions més prematures en el període Fujiwara (segle xi). «Un tipus primitiu d'arnès japonès, l'únic en làmines de cuir cuit, tallat a trossos i fet en forma d'escates de peix».